# Edith Head
Edith Claire Head, född Posener den 28 oktober 1897 i San Bernardino, Kalifornien, död 24 oktober 1981 i Los Angeles, Kalifornien, var en amerikansk modeskapare och kostymör.

## Biografi
Head ritade kläder åt en rad kända filmer och filmstjärnor, inte minst åt Audrey Hepburn och Grace Kelly.
Hon började på Paramount Studios 1933, utan tidigare erfarenhet, med att arbeta på kostymavdelningen. 1938 blev hon designchef. Hennes vackra kläder gav henne totalt åtta Oscars; bara Walt Disney har fått fler. Hon arbetade med Hollywoods främsta stjärnor i över 700 filmer.
Edith Heads personlighet och karaktäristiska glasögon inspirerade rollfiguren "Edna Mode" i den animerade filmen Superhjältarna.

## Oscarsnomineringar i urval
- 1950 - Arvtagerskan[5], kläder åt Olivia de Havilland (vann)
- 1951 - Simson och Delila (vann)[6]
- 1951 - Allt om Eva, kläder åt Bette Davis och Anne Baxter (vann)[6]
- 1952 - En plats i solen[7], kläder åt Elizabeth Taylor (vann)
- 1954 - Fönstret åt gården, kläder åt Grace Kelly
- 1954 - Prinsessa på vift[8], kläder åt Audrey Hepburn (vann)
- 1955 - Sabrina[9], kläderna åt Audrey Hepburn gjordes av Hubert de Givenchy (vann)
- 1961 - The Facts of Life (vann)[10]
- 1965 - Drömbrud för sex
- 1974 - Blåsningen (vann)[11]

## Bildgalleri

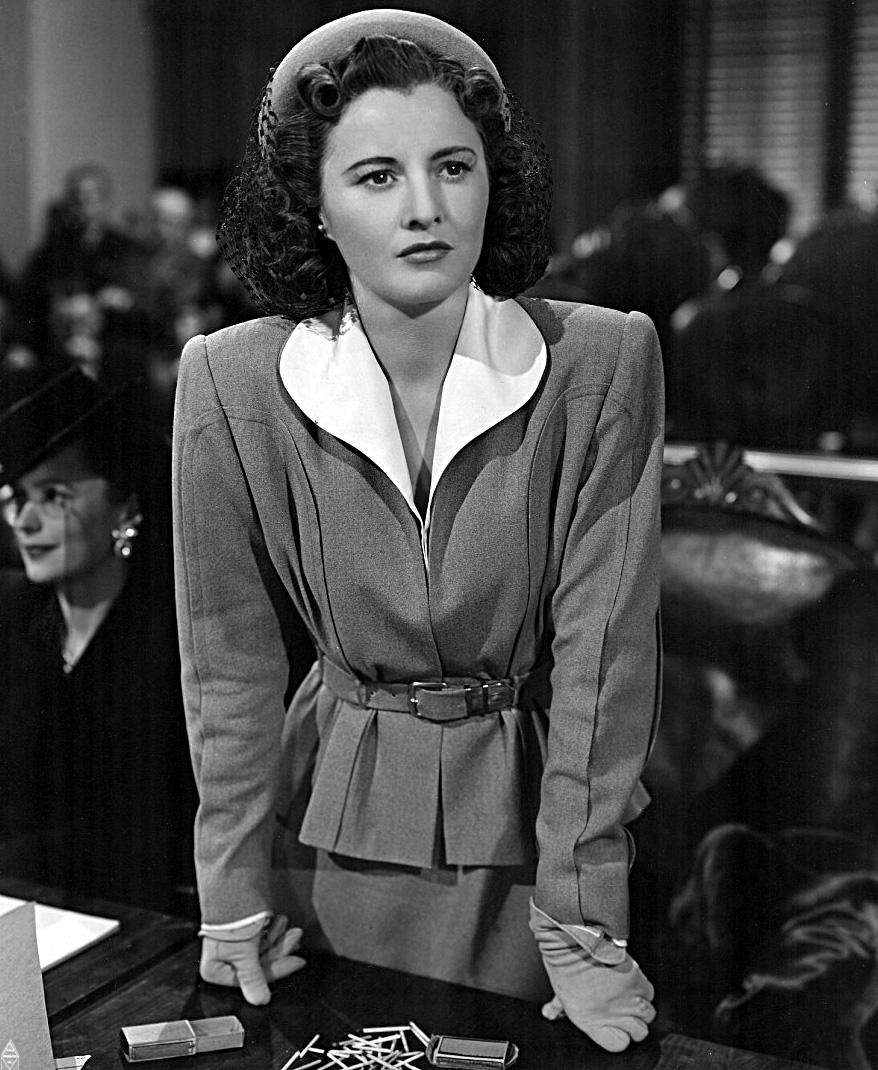
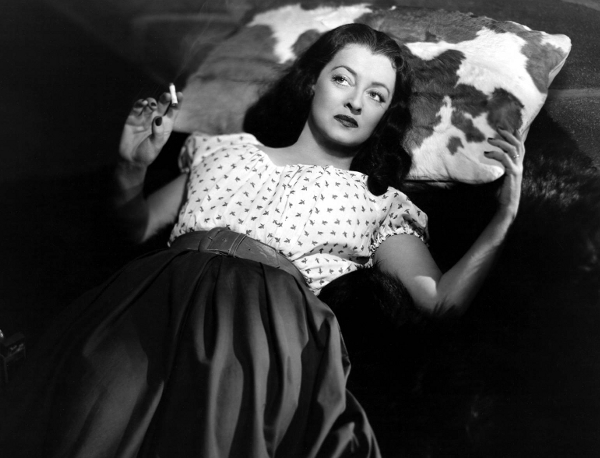
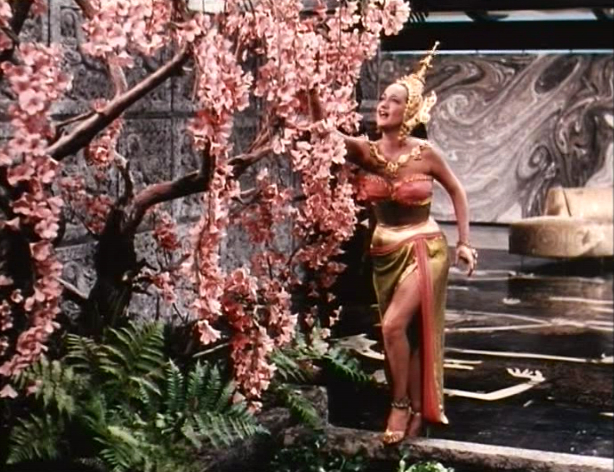
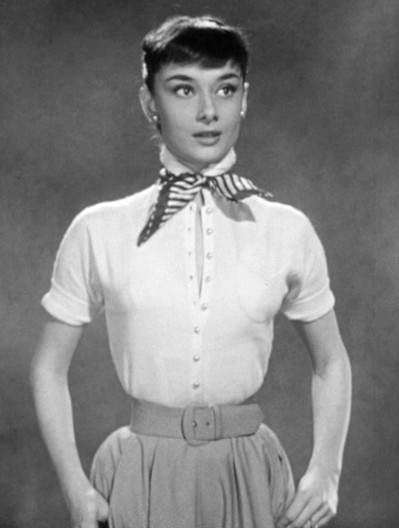
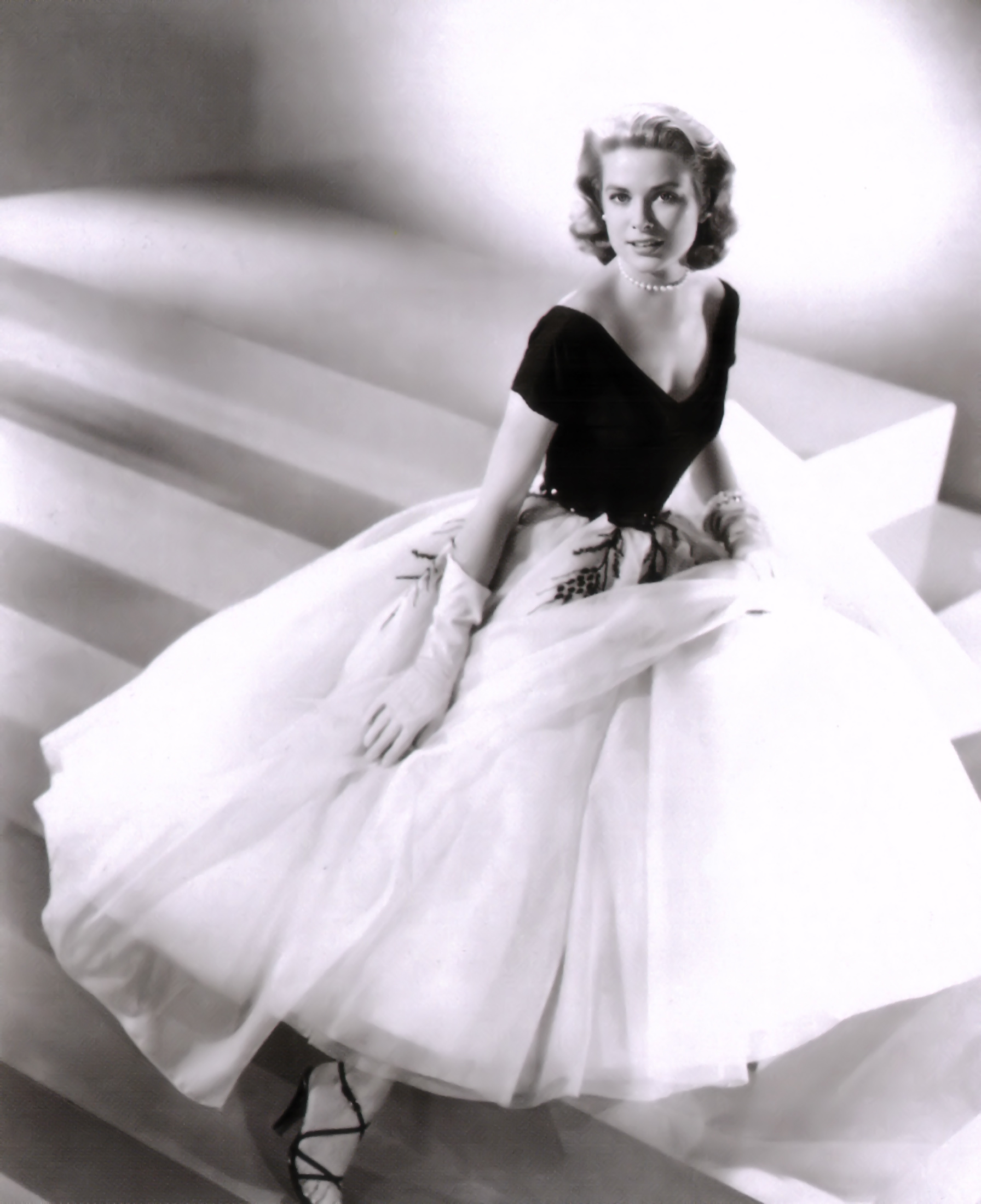
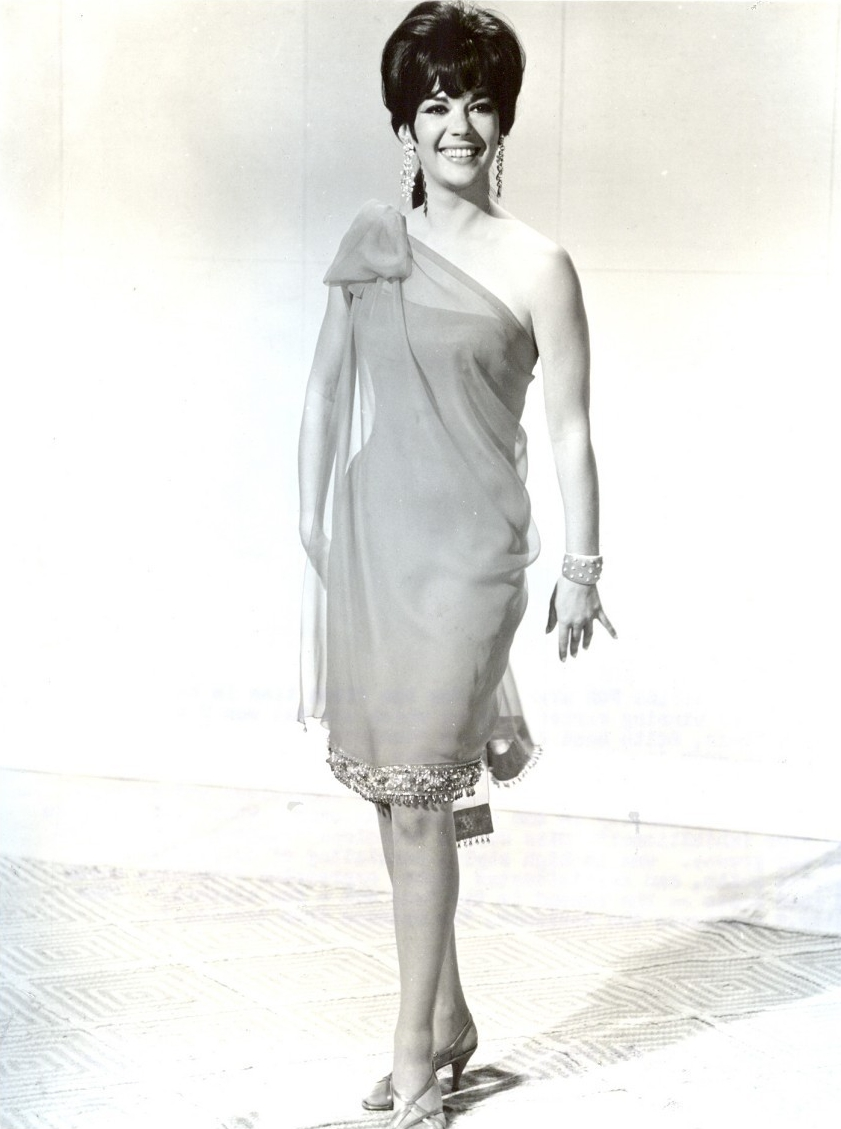

Några av de skådespelare som Edith Head klätt: Barbara Stanwyck i Kvinnohjärtan på villovägar (1942), Bette Davis i Bortom skogen (1949), Dorothy Lamour i Två glada sjömän på Bali (1952), Audrey Hepburn i Prinsessa på vift (1953), Grace Kelly i Fönstret åt gården (1954), Natalie Wood i Penelope... min tjuvaktiga fru (1966).